# Toumani Diabaté
Toumani Diabaté (ur. 10 sierpnia 1965 w Bamako, zm. 19 lipca 2024 tamże) – malijski muzyk, który uważany jest za jednego z najlepszych instrumentalistów grających na korze.

## Życiorys
Urodzony w rodzinie griotów, jako syn Sidiki Diabaté. Spokrewniony także z Mamadou Diabaté. Rozpoczął naukę gry na instrumencie w wieku 5 lat. W 13 roku życia wziął udział w Biennale du Mali wraz z zespołem Koulikoro, który zdobył nagrodę jako najlepszy zespół tradycyjny.
Toumani Diabaté grał akompaniując piosenkarce Kandii Kouyaté, razem z innym wirtuozem kory, Ballaké Sissoko, a także z Ali Farka Touré, z którym nagrał w 2005 roku album In the Heart of the Moon.

## Dyskografia
- 1987 : Kaira (Hannibal)

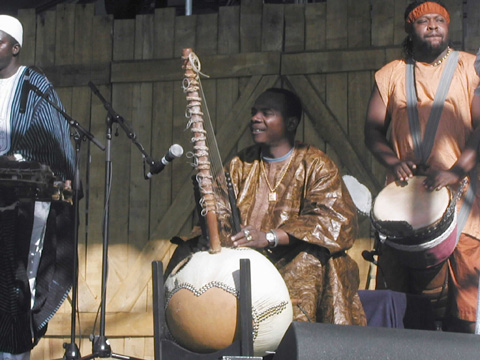
Toumani Diabaté

- 1988 : Songhai (album) (Nuevos Medios) razem z Ketama
- 1994 : Songhai II (Nuevos Medios) również z Ketama
- 1995 : Djélika (Hannibal)
- 1999 : Nouvelles Cordes Anciennes, z Ballaké Sissoko (Hannibal-Ryko / harmonia mundi)
- 1999 : Kulanjan, z Taj Mahalem
- 2002 : Jarabi (Best Of) „Master of Kora” (Hannibal)
- 2003 : Mali Cool, z Roswell Rudd (Soundscape)
- 2005 : In the heart of the moon z Ali Farka Touré i Ry Cooder (World Circuit)
- 2006 : Boulevard de l’Indépendance (World Circuit)
- 2008 : The Mandé variations
- 2010 : Ali & Toumani z Ali Farka Touré (World Circuit/Nonesuch Records)
- 2011 : A Curva da Cintura z Arnaldo Antunesem i Edgard Scandurra

## Nagrody
- Album In the Heart of the Moon otrzymał nagrodę Grammy dla najlepszego albumu muzyki tradycyjnej (8 lutego 2006).
- 13 lutego 2011 Ali Farka Touré i Toumani Diabaté otrzymali nagrodę Grammy za najlepszy album muzyki tradycyjnej za album Ali and Toumani[2].